# 花王シャンプー
花王シャンプー（かおうシャンプー）は、花王石鹸株式会社長瀬商会（現・花王）が1932年4月1日に発売したシャンプー。
日本初のシャンプーとして話題となった。

## 概要
現在ではあまり見られない、マッチ箱並の大きさの箱に入った固形型シャンプー（分かりやすく言えば粉石鹸の様な製品）で、手で握りつぶして使用していた。価格は当時一個5銭。
泥のような感触であり、大豆の様な匂いをしている。
ザ・逆流リサーチャーズの2010年2月1日放送分でにしおかすみこが実際にこのシャンプーを使って実験を行った。
花王本社でも資料として50個保管されている（前述の事もあり、現在は49個となっている）。